# بوب جونسون (عسكري)
بوب جونسون هو عسكري كندي، ولد في 4 نوفمبر 1917، وتوفي في 30 أكتوبر 2014.